# Grad Dobrna
Grad Dobrna je stal na vrhu skalne kope v naselju Lokovina nad Dobrno, danes so še vidne samo ruševine.
V pisnih virih se omenja kot Neuhaus (omenjen kot Novo castro 1253, Newenhous 1333, Newnhaws 1493) skozi več stoletij, nakar je za kratko obdobje, 1643 - 1693, svoje ime spremenil v Kačji grad. Zatem se je nazaj preimenoval v Neuhaus. Leta 1772 se je pričel rušiti. Grad ima izredno zanimivo zgodovino, vendar jo do danes še nihče ni uspel zbrati in objaviti. Obstajajo trije originalni grbi, izklesani v kamen in beli marmor, ki imajo moč »govorečih grbov«. Eden teh »govorečih grbov« ima med drugim izklesano tudi »kačo« ter priča o kratkem obdobju »Schlangenburgu«.

### Legenda o nastanku
Na Kačjem gradu pri Dobrni sta živela bogat grof in njegova žena. Imela sta hčerko, ki ji je bilo pri rojstvu prerokovano, da jo bo ubila strela, ko bo stara sedem let. Da se to ne bi zgodilo, sta grof in grofica zaprla hčerko v globoko klet. Ko je bila deklica stara pet let, je grofica spoznala, da vedno bolj hira. Skrbelo jo je. In ko ji je nekoč prinesla mleka, je postala za vrati ter jo opazovala.  Videla je veliko kačo,ki se je približala deklici, odložila krono in popila z njo mleko. Grofica je povedala možu, kaj je videla. Grof je vzel deklico iz kleti. Drugega dne je poklical k sebi svoje najboljše prijatelje, da bi mu pomagali vzeti kači krono. Nastavili so v kleti mleko in čakali. Toda kača je pravočasno opazila njihovo namero. Ta kača pa je bila kačja kraljica. Imela je piščalko, s katero je sklicala vse kače tega sveta. Z njimi je začela oblegati grad. Graščak je bil ves v strahu. Tedaj pa je prišel v grad neki berač, ki jim  je nasvetoval, naj naložijo okrog vsega obzidja obilo drv. Ubogali so ga. Nato je ukazal hlapcem, naj zažgo drva, sam pa je splezal na visoko drevo in zapiskal na ponarejeno piščal. In kače so se priplazile od vseh strani. Spenjale so se preko grmade, ter popadale v ogenj. Samo njihova kraljica je prišla na drugo stran. Ko je na drevesu zagledala  berača, je splezala do njega. Dotaknila se ga je in berač se je spremenil v prah.
Potem pa je tudi kraljica padla v ogenj in grad je bil tako rešen.